# Tempel van Esna

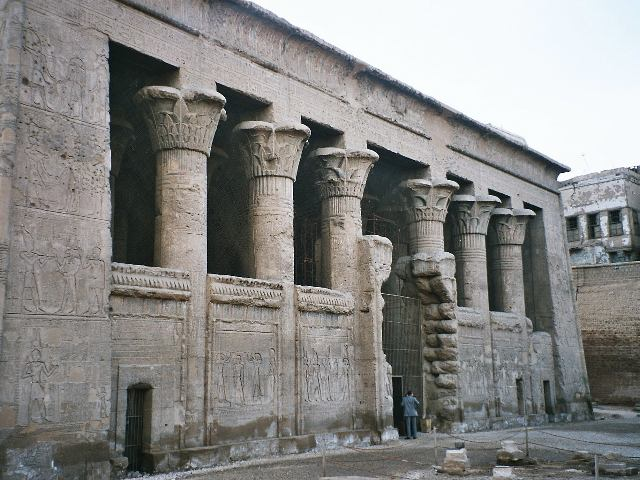
De tempel van Esna

De Tempel van Esna was gewijd aan de goden Chnoem, Heka en Neith. De bouw van de tempel begon (vermoedelijk) al in het Nieuwe Rijk maar werd in de Ptolemaeïsche tijd vervangen door een groter en belangrijker heiligdom, het werd uiteindelijk voltooid onder de regering van de Romeinse keizer Decius. De tempel toont cartouches van Claudius, Vespasianus, Domitianus, Traianus, Antoninus en Decius. De tempel is bekend om de mooie kleuren die gespaard zijn gebleven onder de vuiligheid van de ingebruikname in het verleden. Sommige van de kleuren zijn nog te zien.

## Vroeger en nu
Het gebouw dat we nu zien is een overblijfsel van de Grieks-Romeinse cultuur en is gebouwd in Ptolemaeïsche stijl, waarbij de tempel bestaat uit zuilen met bloemenmotieven aan de top. Er is niet zoveel overgebleven van de tempel; het enige dat rest is de zuilenhal van de pronaos die door de Romeinen (van Claudius tot Decius) is gebouwd. De zuilenhal is goed bewaard gebleven. Het plafond is beschilderd met astronomische voorstellingen en met een kalender van de belangrijkste religieuze feesten. Het wordt ondersteund door 18 zuilen van 12 meter. Voor de ingang staan nog eens zes zuilen.
In het verleden werd de tempel gebruikt als opslagplaats voor katoen en als ruimte om te spinnen. Reliëfs uit die tijd beelden een tempel uit die half begraven was in het zand. Het voordeel dat de tempel gespaard werd als opslagplaats was ook een nadeel, want de reliëfs werden zo beschadigd. De tempel werd bezocht door de Napoleontische expeditie en in de 19e eeuw werden delen vernietigd, waardoor er weinig van overbleef.

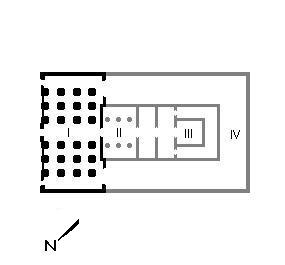
Indeling van de tempel

## Galerij

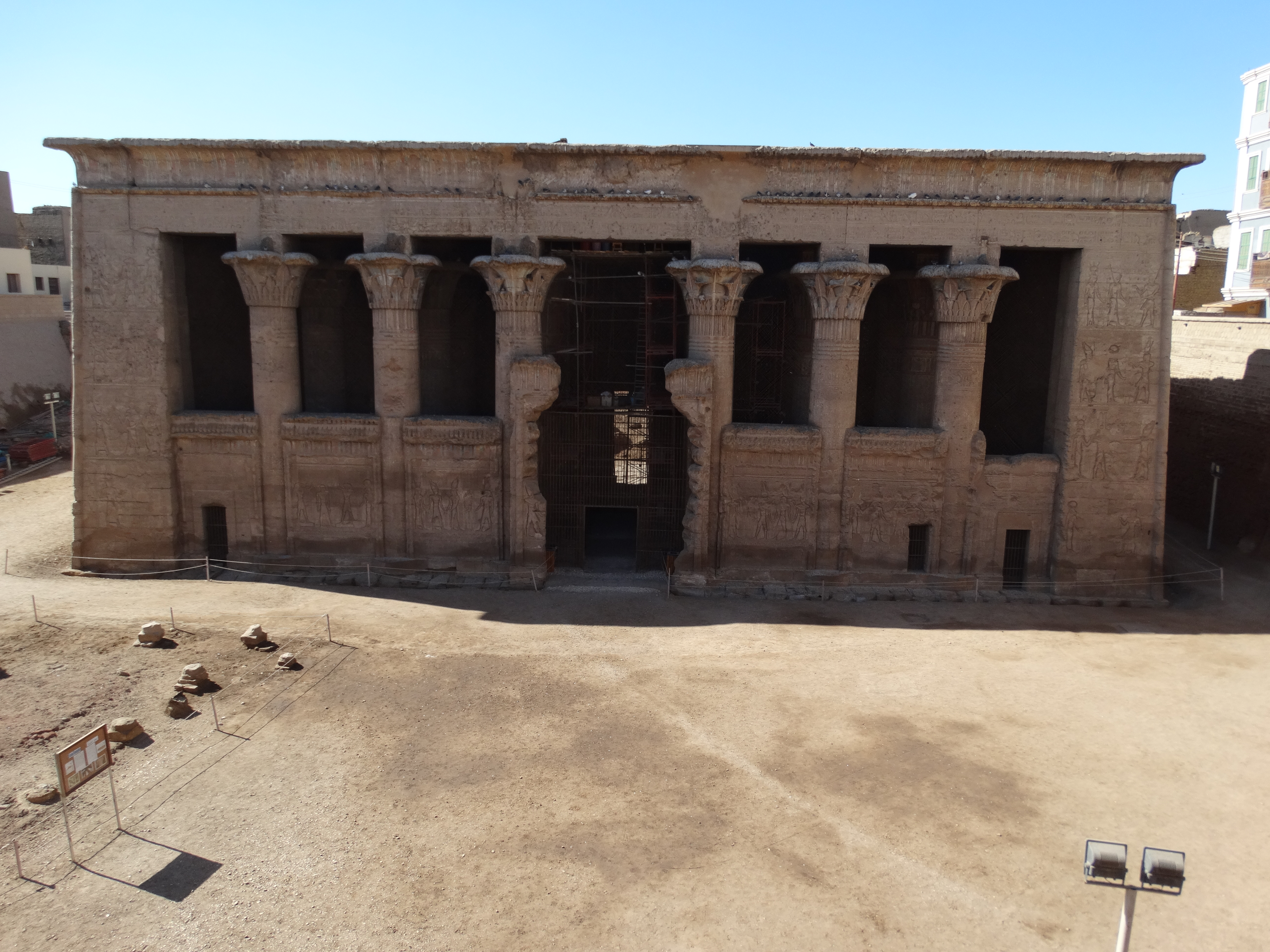
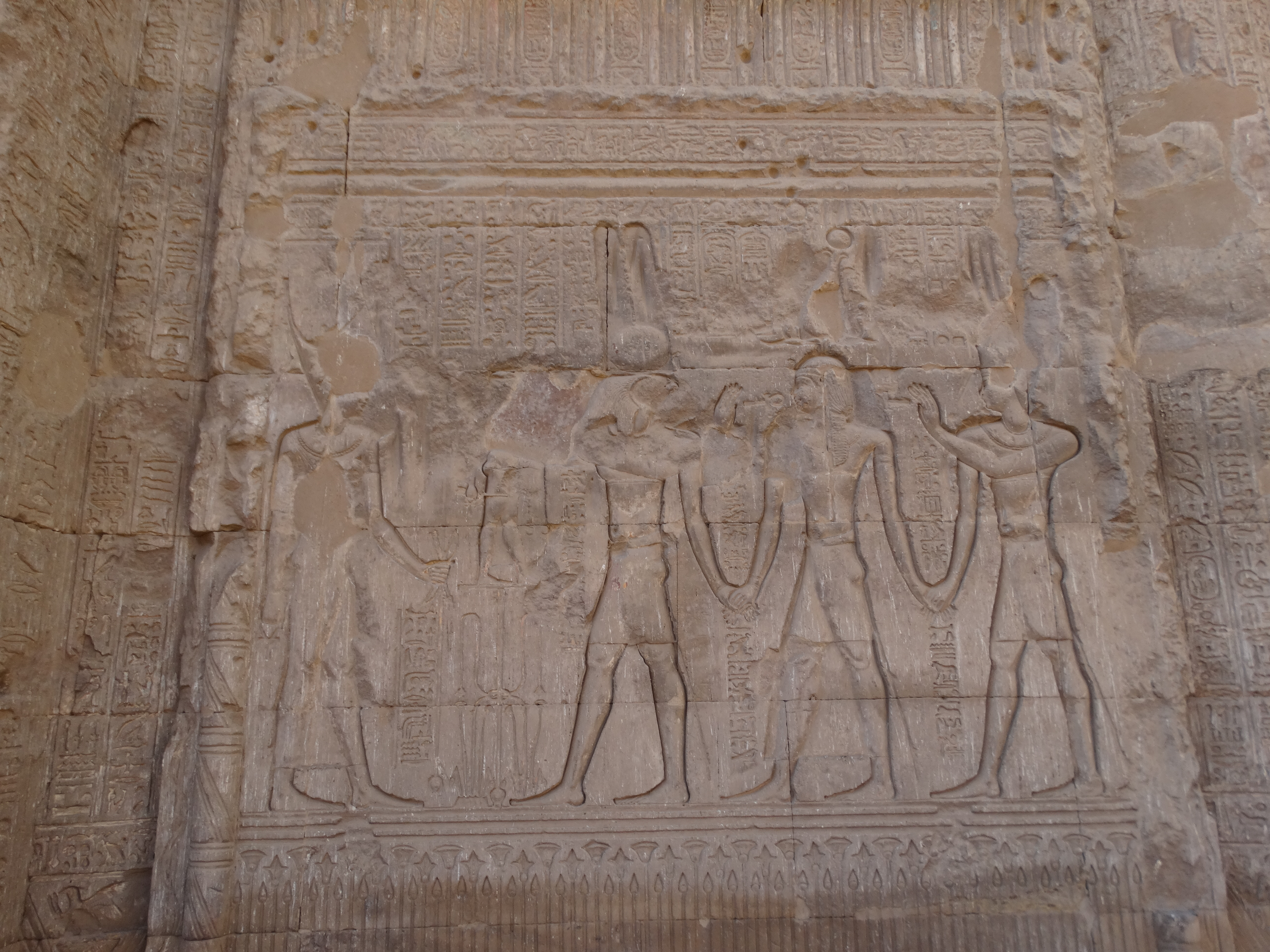
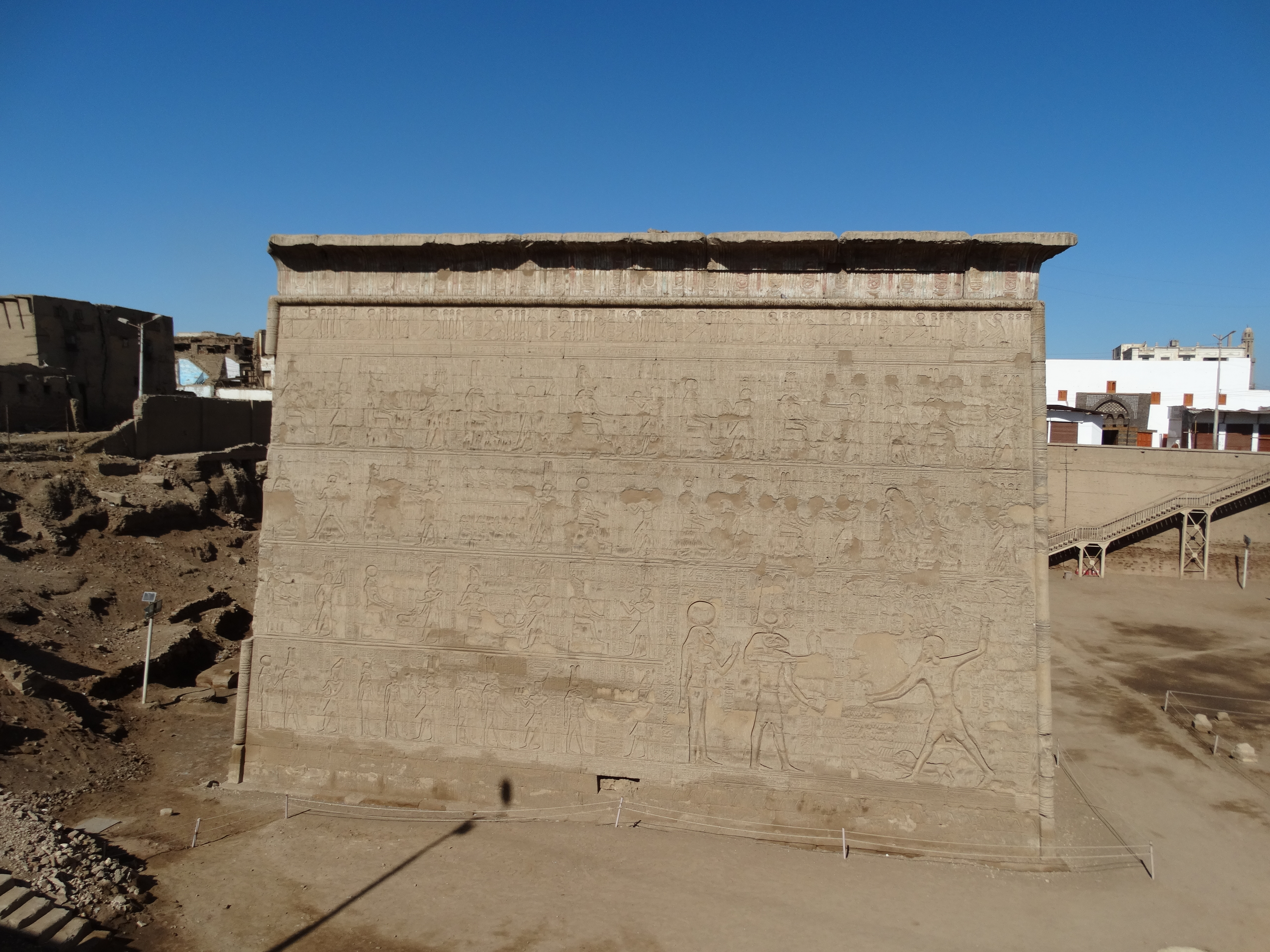
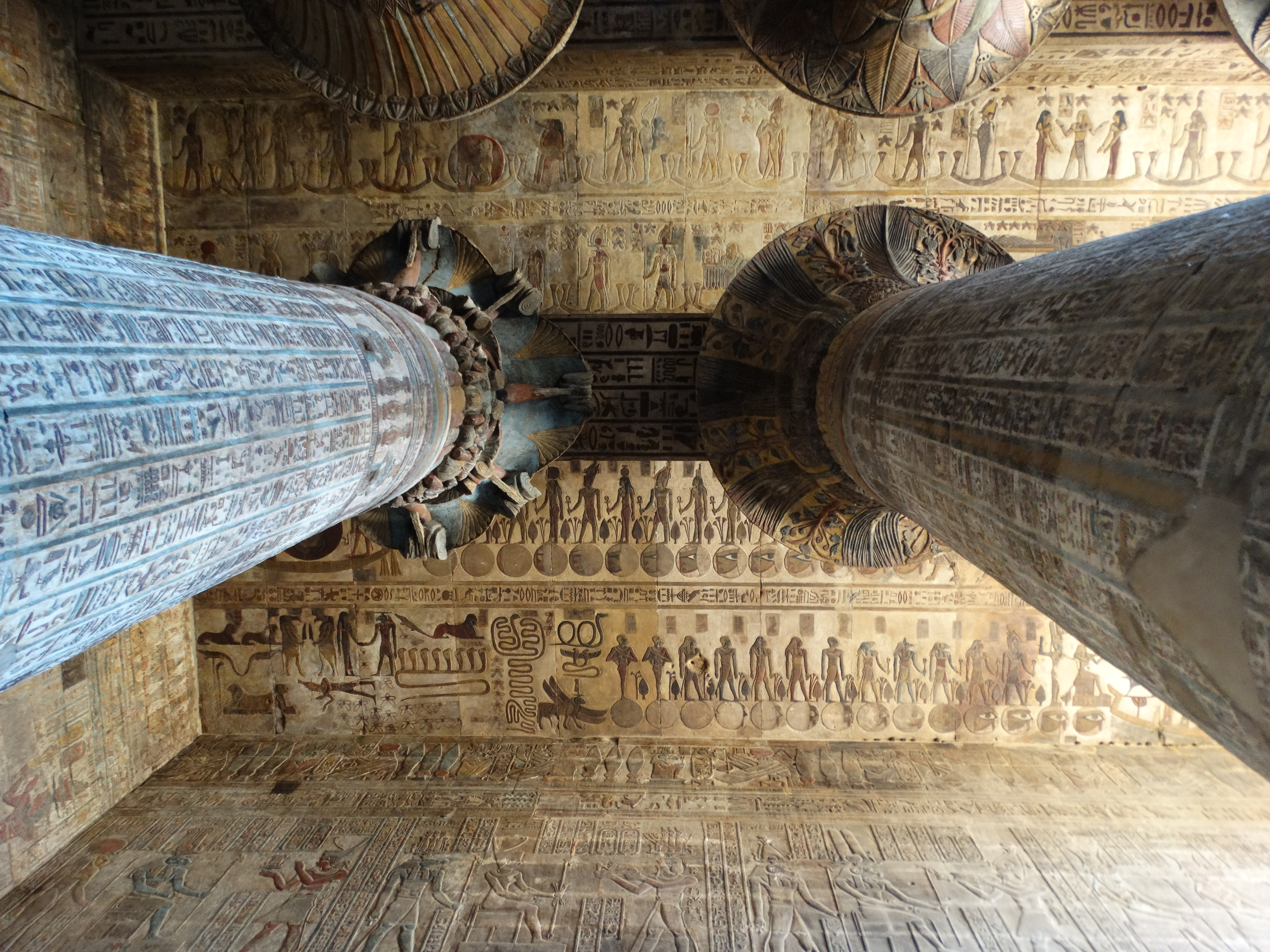
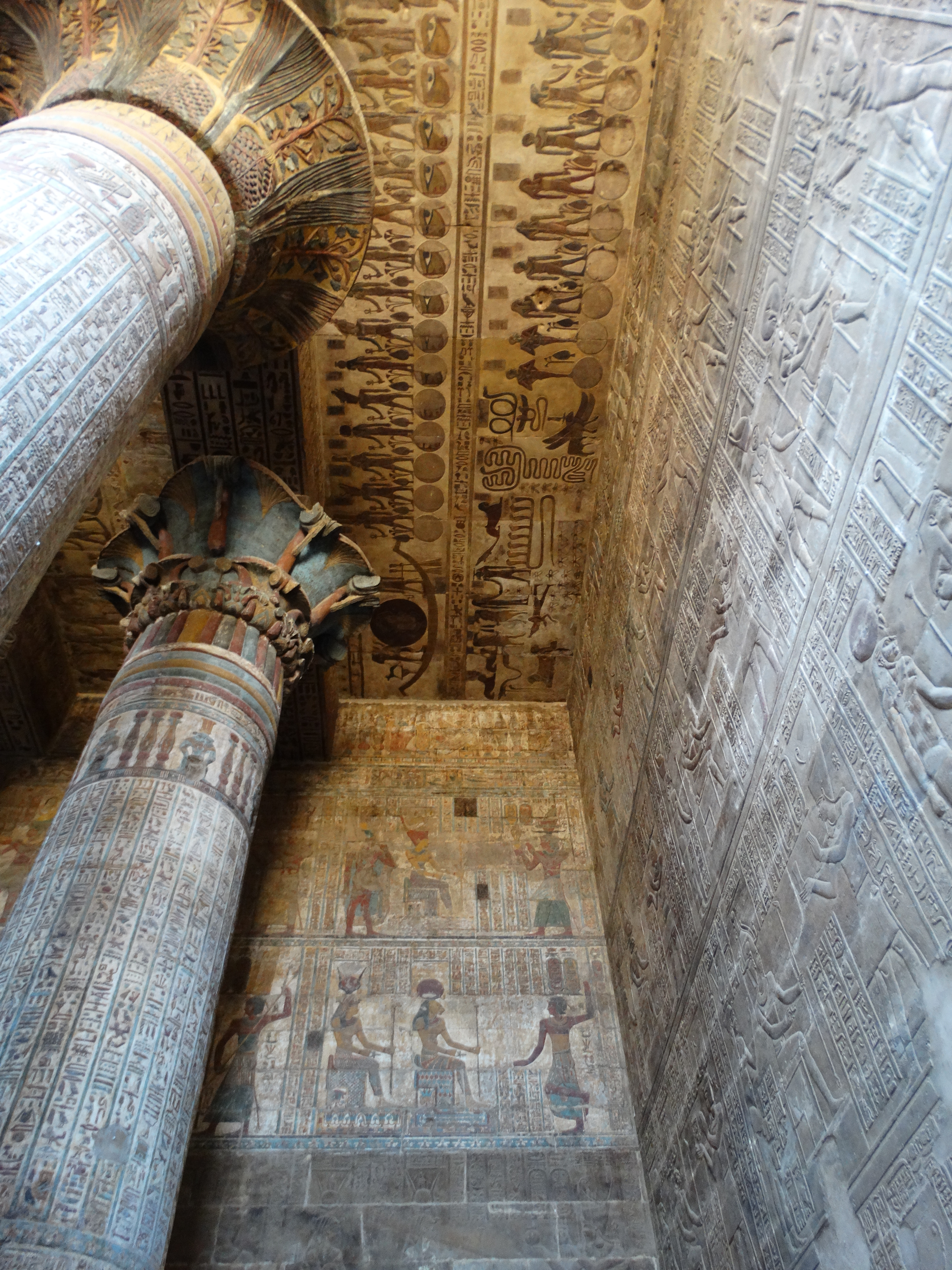
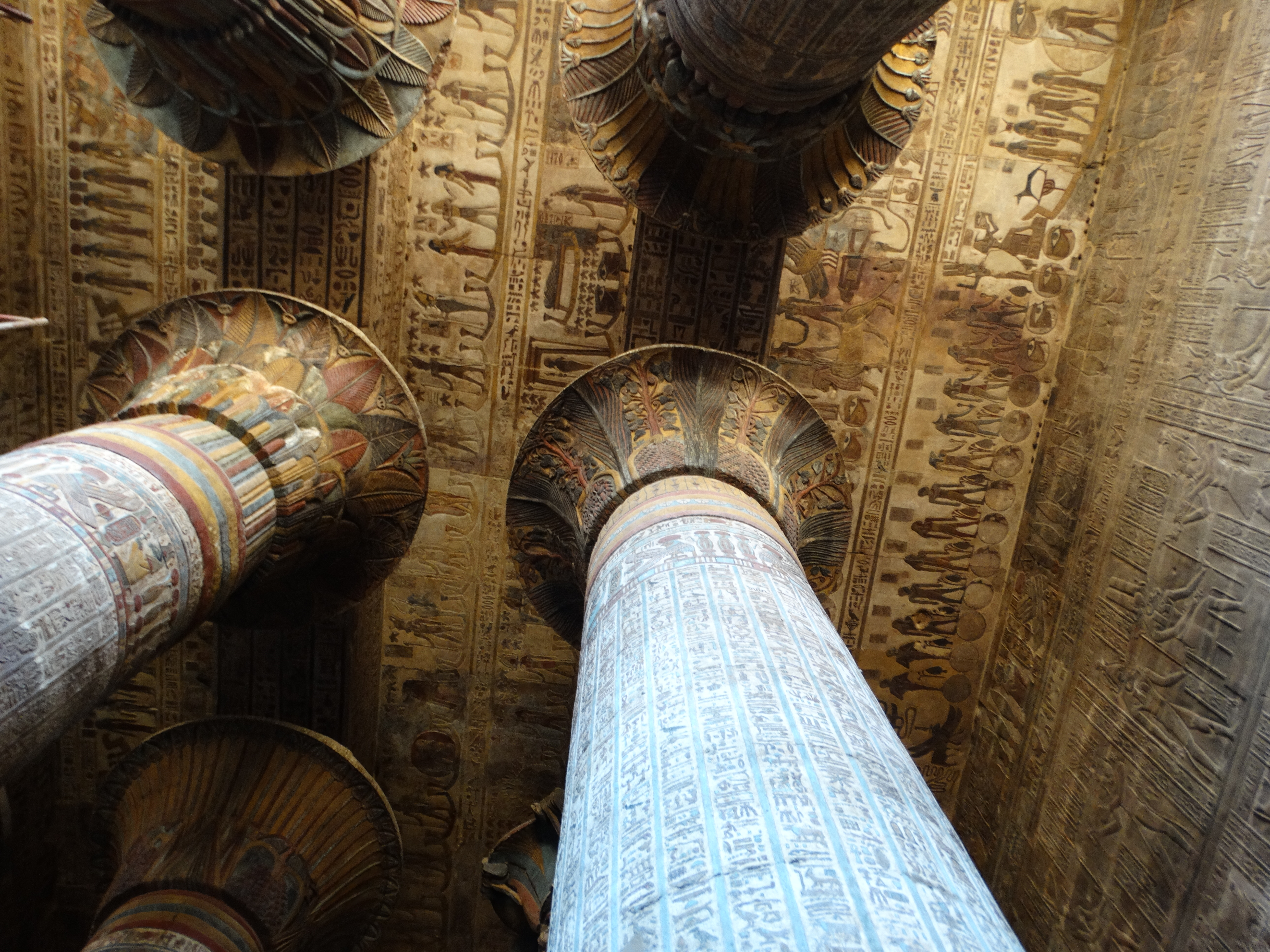
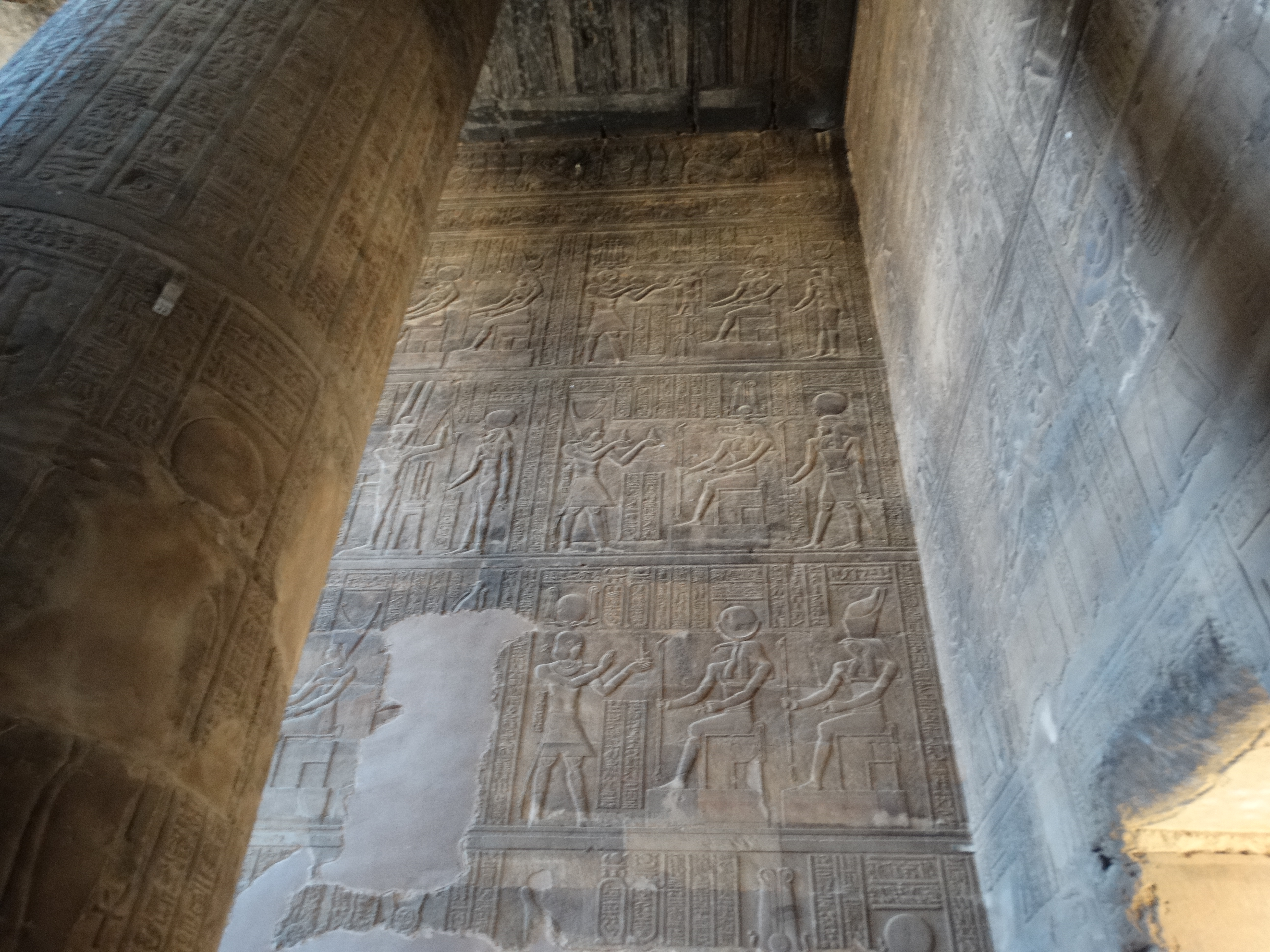

## Rondom de tempel
De tempel werd indertijd omringd door tuinen, lanen met sfinxen (dromos) en kanalen. Daar is nu weinig tot niets meer van over, omdat al het stenen materiaal als bouwmateriaal werd gebruikt voor huizen. De tempel is nu omringd door de stad Esna.